# Ленцерхайде
Ленцерхайде (на романшки: Lai; на немски: Lenzerheide) е населено място и зимен курорт в Швейцария, кантон Граубюнден. В Ленцерхайде се провеждат състезания за световната купа по ски алпийски дисциплини.